# L'Arca de Noè

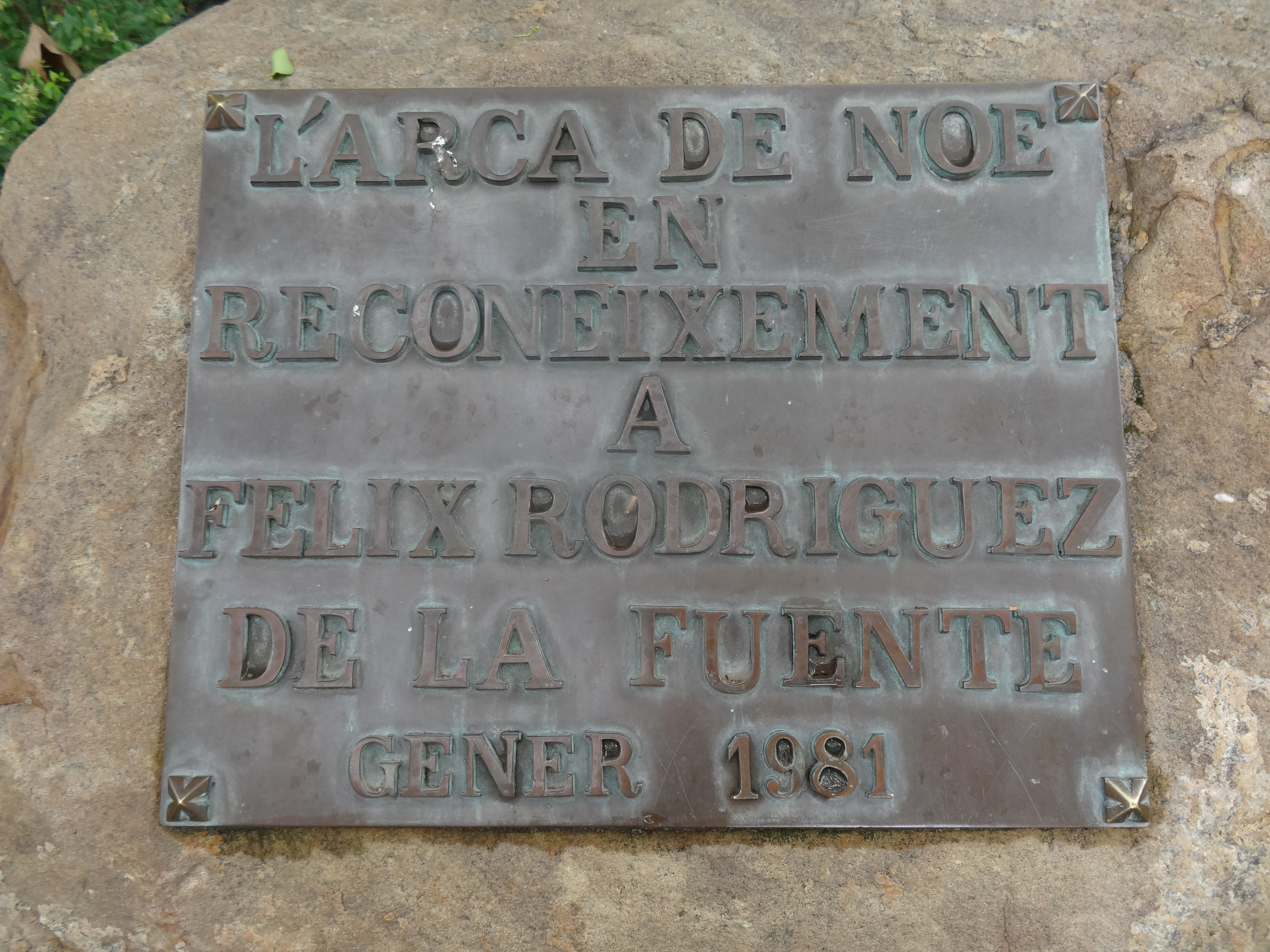
Placa de l'associació L'Arca de Noé en reconeixement de Félix Rodríguez de la Fuente, al Zoo de Barcelona

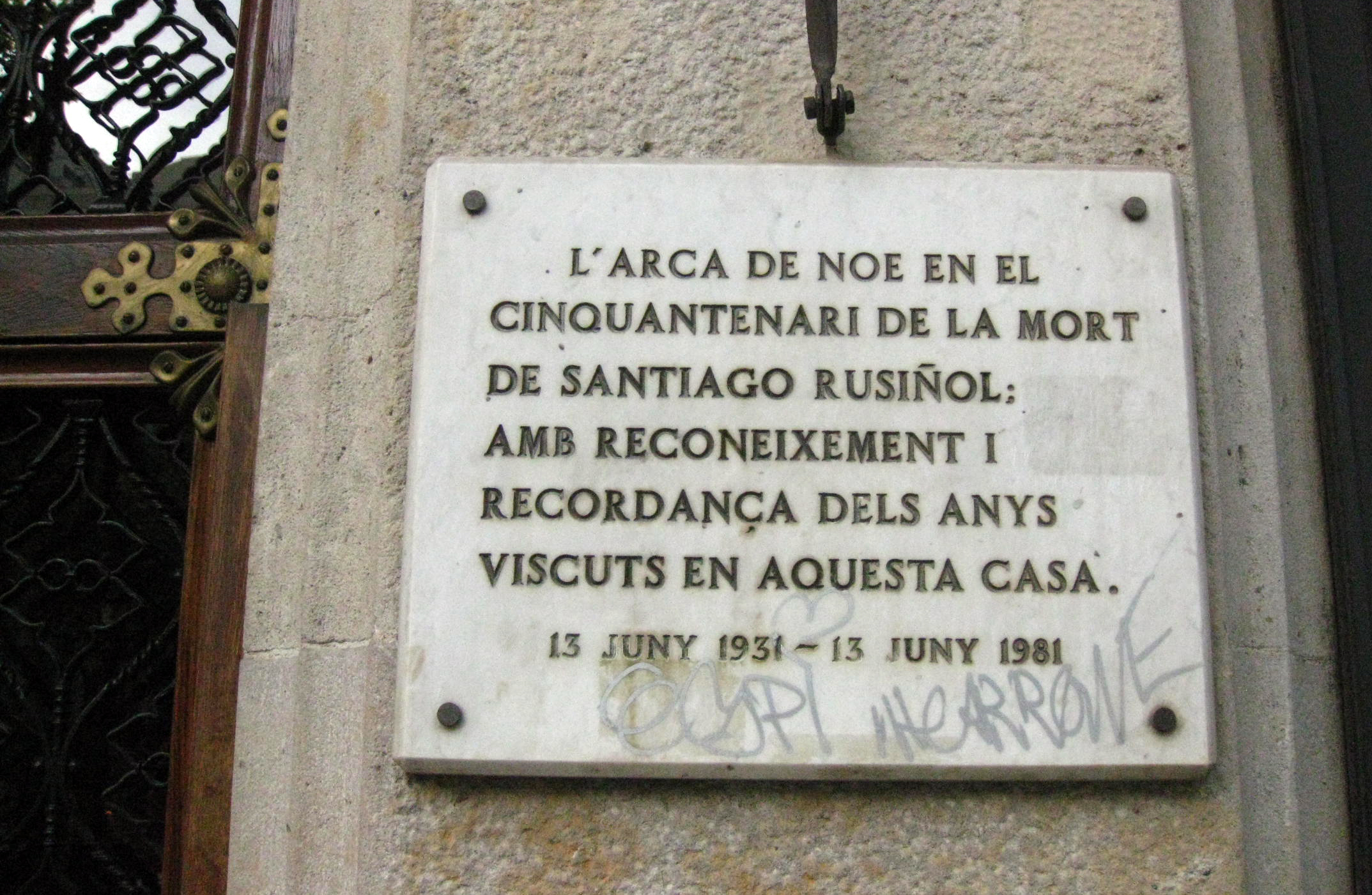
Placa que l'entitat dedicà en record a Santiago Rusiñol, el seu fundador, amb motiu del cinquantenari de la seva mort, al passeig de Gràcia núm. 96

L'Arca de Noè és una entitat barcelonina fundada el 1927 pels pintors Santiago Rusiñol i Francesc Llop. Porta el nom de l'Arca de Noè, l'embarcació que Noè va construir per salvar-se del diluvi universal. L'objectiu inicial de l'entitat era reunir socis el cognom dels quals correspongués a una espècie del regne animal. Amb el temps, però, els estatuts s'han reformat i hi ha hagut una certa flexibilitat, que ha permès que molta més gent en pugui formar part.
Les activitats eren diverses i incloïen, per exemple, visites al zoo, iniciatives de protecció dels animals, apadrinaments i l'atorgament del Premi Pantera i el Premi Gasela. Avui dia és una entitat viva.

## Fons
Una part del seu fons es conserva a l'Arxiu Fotogràfic de Barcelona. Es tracta de fotografies generades per les activitats dels socis de l'Arca de Noè que mostren l'ambient lúdic de l'entitat, amb visites al Parc Zoològic de Barcelona, àpats i trobades, entre d'altres.